# Championnats du monde de slalom (canoë-kayak) 1999
Navigation
Championnats du monde de slalom 1997 Championnats du monde de slalom 2002
Les 26e championnats du monde de slalom en canoë-kayak de 1999 se sont tenus au Parc olympique du Segre à La Seu d'Urgell en Espagne, sous l'égide de la Fédération internationale de canoë.

## Podiums

### K1
| Rang               | Athlète        | Pays        | Points |
| ------------------ | -------------- | ----------- | ------ |
| Médaille d'or      | David Ford     | Canada      |        |
| Médaille d'argent  | Scott Shipley  | États-Unis  |        |
| Médaille de bronze | Paul Ratcliffe | Royaume-Uni |        |

| Rang               | Athlète             | Pays               | Points |
| ------------------ | ------------------- | ------------------ | ------ |
| Médaille d'or      | Stepánka Hilgertová | République tchèque |        |
| Médaille d'argent  | Beata Grzesik       | Pologne            |        |
| Médaille de bronze | Sandra Friedli      | Suisse             |        |

### K1 par équipe
| Rang               | Athlète                                       | Pays               | Points |
| ------------------ | --------------------------------------------- | ------------------ | ------ |
| Médaille d'or      | Thomas Becker Ralf Schaberg Jakobus Stenglein | Allemagne          |        |
| Médaille d'argent  | Andraz Vehovar Fedja Marusic Miha Stricelj    | Slovénie           |        |
| Médaille de bronze | Tomas Kobes Jiří Prskavec Vojtech Bares       | République tchèque |        |

| Rang               | Athlète                                  | Pays        | Points |
| ------------------ | ---------------------------------------- | ----------- | ------ |
| Médaille d'or      | Susanne Hirt Evi Huss Mandy Planert      | Allemagne   |        |
| Médaille d'argent  | Mary Seaver Rebecca Bennet Sarah Leith   | États-Unis  |        |
| Médaille de bronze | Heather Corrie Rachel Crosbee Amy Casson | Royaume-Uni |        |

### C1
| Rang               | Athlète          | Pays      | Points |
| ------------------ | ---------------- | --------- | ------ |
| Médaille d'or      | Emmanuel Brugvin | France    |        |
| Médaille d'argent  | Robin Bell       | Australie |        |
| Médaille de bronze | Michal Martikán  | Slovaquie |        |

### C1 par équipe
| Rang               | Athlète                                             | Pays      | Points |
| ------------------ | --------------------------------------------------- | --------- | ------ |
| Médaille d'or      | Krysztof Bieryt Slawomir Mordaski Mariusz Wieczorek | Pologne   |        |
| Médaille d'argent  | Stefan Pfannmöller Nico Bettge Martin Lang          | Allemagne |        |
| Médaille de bronze | Patrice Estanguet Emmanuel Brugvin Tony Estanguet   | France    |        |

### C2
| Rang               | Athlète                                 | Pays               | Points |
| ------------------ | --------------------------------------- | ------------------ | ------ |
| Médaille d'or      | Marek Jiras Tomáš Máder                 | République tchèque |        |
| Médaille d'argent  | Kryzstof Kolomanski Michał Staniszewski | Pologne            |        |
| Médaille de bronze | Éric Biau Bertrand Daille               | France             |        |

### C2 par équipe
| Rang               | Athlète                                                  | Pays               | Points |
| ------------------ | -------------------------------------------------------- | ------------------ | ------ |
| Médaille d'or      | Marek / Mader Volf / Stepanek Pospisil / Pollert         | République tchèque |        |
| Médaille d'argent  | Strba / Vajs Kuban / Olejnik Hochschorner / Hochschorner | Slovaquie          |        |
| Médaille de bronze | Adisson / Forgues Biau / Daille Le Pennec / Quemerais    | France             |        |

## Tableau des médailles
| Rang  | Nation      | Or | Argent | Bronze | Total |
| ----- | ----------- | -- | ------ | ------ | ----- |
| 1     | Tchéquie    | 3  | 0      | 1      | 4     |
| 2     | France      | 1  | 0      | 3      | 4     |
| 3     | Allemagne   | 2  | 1      | 0      | 3     |
| 4     | Pologne     | 1  | 2      | 0      | 3     |
| 5     | États-Unis  | 0  | 2      | 0      | 2     |
| 6     | Slovaquie   | 0  | 1      | 1      | 2     |
| 7     | Royaume-Uni | 0  | 0      | 2      | 2     |
| 8     | Canada      | 1  | 0      | 0      | 1     |
| 9     | Australie   | 0  | 1      | 0      | 1     |
| 10    | Slovénie    | 0  | 1      | 0      | 1     |
| 11    | Suisse      | 0  | 0      | 1      | 1     |
| Total | Total       | 8  | 8      | 8      | 24    |